# Zupče
Zupče en serbe latin et Zupç en albanais (en serbe cyrillique : Зупче) est une localité du Kosovo située dans la commune/municipalité de Zubin Potok/Zubin Potok, district de Mitrovicë/Kosovska Mitrovica. Selon des estimations de 2009 comptabilisées pour le recensement kosovar de 2011, elle compte 410 habitants, dont une majorité de Serbes.

## Géographie
Zupče est situé sur les bords de l'Ibar.

## Démographie

### Évolution historique de la population dans la localité
| 1948 | 1953 | 1961 | 1971 | 1981 | 1991 | 2009 |
| ---- | ---- | ---- | ---- | ---- | ---- | ---- |
| 437  | 500  | 518  | 507  | 542  | 532  | 410  |

|  |